# Selección de fútbol de Catar
La selección de fútbol de Catar (en árabe: منتخب قطر لكرة القدم‎) representa a ese país en las competiciones oficiales del deporte, y está coordinada por la Asociación de Fútbol de Catar, perteneciente a la Confederación Asiática de Fútbol.
El equipo suele jugar sus partidos en el Estadio Internacional Jalifa y en el Estadio Jassim bin Hamad, ambos en la ciudad de Rayán. Ha participado en once ocasiones en la Copa Asiática —máxima competición continental organizada por la AFC—, siendo dos veces campeón consecutivamente tras haber ganado la edición de 2019 y la posterior de 2023, y también fueron el anfitrión de la Copa Mundial de Fútbol de 2022, que fue su primera aparición en el torneo, sin embargo, terminaron eliminados en primera ronda.

## Historia

### Introducción del fútbol y establecimiento de la selección de Catar

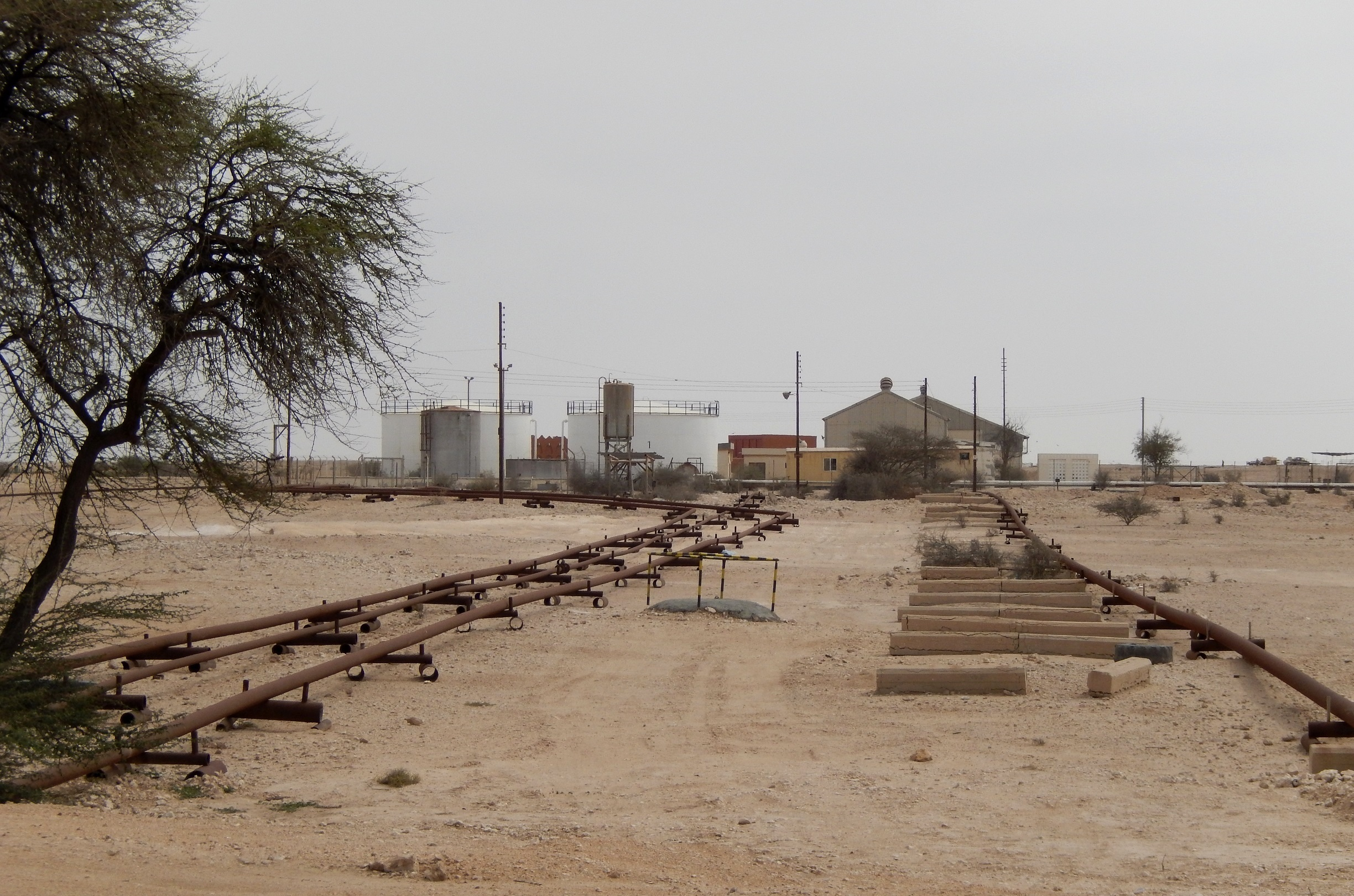
Antiguo campo petrolífero británico, sitio donde los trabajadores cataríes intercambiaban costumbres con los trabajadores británicos, siendo una de ellas el fútbol.

El fútbol fue traído a Catar en las décadas de 1940 y 1950 por los trabajadores del petróleo en el Catar bajo protección del Imperio británico. Poco después de la formación de la Federación de Fútbol de Catar, en 1970, el equipo nacional jugó su primer partido contra Baréin el 27 de marzo de 1970. El seleccionado nunca ha podido representar a Asia en una Copa Mundial de Fútbol. Aunque, el 2 de diciembre de 2010, la FIFA designó a Catar como sede del Mundial de 2022, siendo la primera vez que un país de Oriente Medio acoge el evento.
Catar ganó la Copa del Golfo en dos oportunidades en 1992 y 2004. En ambas ocasiones fue el anfitrión. También ha clasificado para la fase final de la Copa Asiática en diez oportunidades: 1980, 1984, 1988, 1996, 2000, 2004, 2007, 2011, 2015 y 2019. Terminó campeón por primera vez en esta última al derrotar a Japón por marcador de 3-1.
Catar logró avanzar a la ronda final de la clasificatoria asiática para Francia 98, donde se impuso ante China e Irán llegando de esta manera al último partido contra Arabia Saudita con la necesidad de sumar solo un punto para reservar un boleto automático al Mundial. Sin embargo, fueron derrotados por los saudíes por 1-0.
Llegaron nuevamente a la ronda final de clasificación de las eliminatorias para Corea-Japón 2002, cuatro años después, pero fueron totalmente superados por la selección china de Bora Milutinovic que logró clasificar para el Mundial de Corea-Japón 2002. El francés Philippe Troussier tomó las riendas después de dichas eliminatorias, pero no tuvo éxito en la Copa Asiática 2004 ni en la campaña de clasificación para Alemania 2006.

### Período de crecimiento sostenido

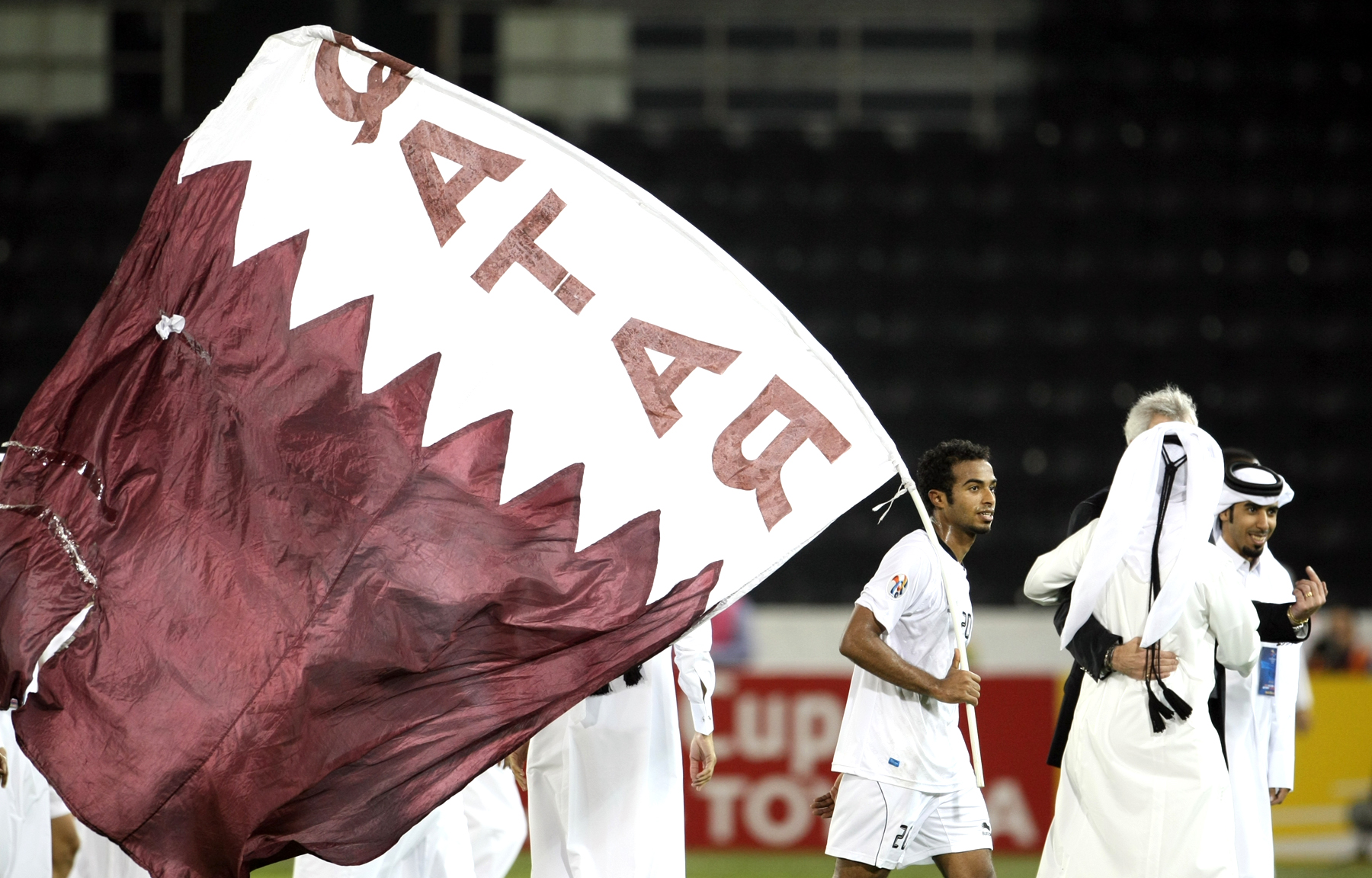
El jugador Ali Afif celebra con la bandera catarí la victoria de su equipo en la Liga de Campeones de la AFC. La mejor posición de jugadores permitió a la selección de Catar crecer competitivamente.

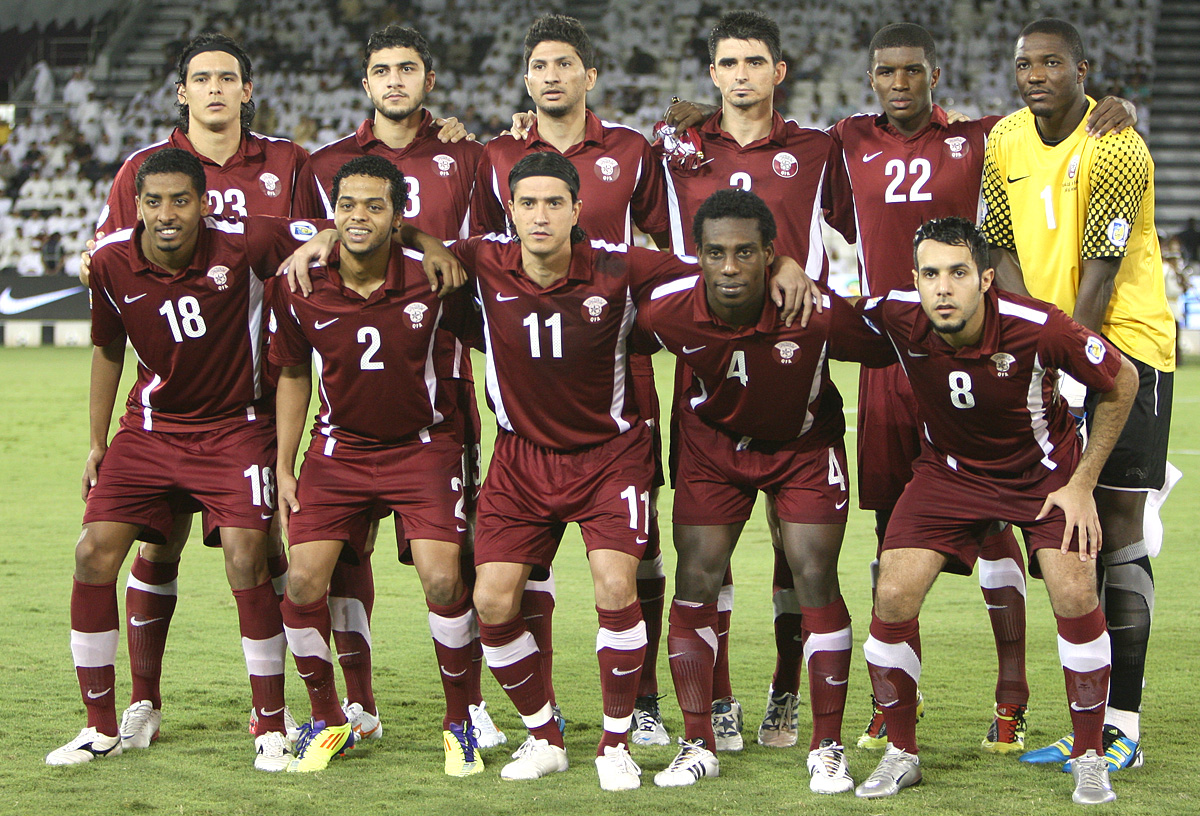
El seleccionado de Catar antes de disputar un partido contra para conseguir un cupo a la clasificación de AFC para la Copa Mundial de Fútbol de 2014.

Si bien Troussier fue despedido después de la decepcionante campaña en la clasificación para el Mundial de Corea-Japón 2002, el equipo que formó fue la columna vertebral del cuadro que se alzó con la Copa del Golfo en 2004 y el oro de los Juegos Asiáticos de 2006 bajo la dirección del bosnio Dzemaluddin Musovic.
Musovic renunció a raíz de la mediocre campaña de Catar en los partidos de la Copa Asiática 2007, donde fue eliminado en la fase de grupos con dos puntos cosechados en tres cotejos. Fue sustituido por el uruguayo Jorge Fossati con la misión de llevar al equipo a la Copa Mundial de Fútbol de 2010 en Sudáfrica. Luego de alcanzar la tercera ronda clasificatoria de la AFC, dejando a Catar primero del grupo con tan solo dos partidos jugados, Fossati debió someterse a una cirugía. Debido a esto, la máxima autoridad del fútbol en Catar decidió terminar el contrato con el uruguayo por la supuesta longevidad de su recuperación. El francés Bruno Metsu fue el elegido y, al igual que su predecesor, se le designó con la tarea de clasificar al equipo para el Mundial. Con tal solo seis puntos cosechados, Catar terminó cuarto en su grupo y perdió toda opción de clasificar. Clasificado automáticamente para la Copa Asiática 2011 como país anfitrión, Catar sucumbió ante Japón —futuro campeón del certamen— en cuartos de final. Metsu fue apartado del cargo a raíz de esa eliminación.

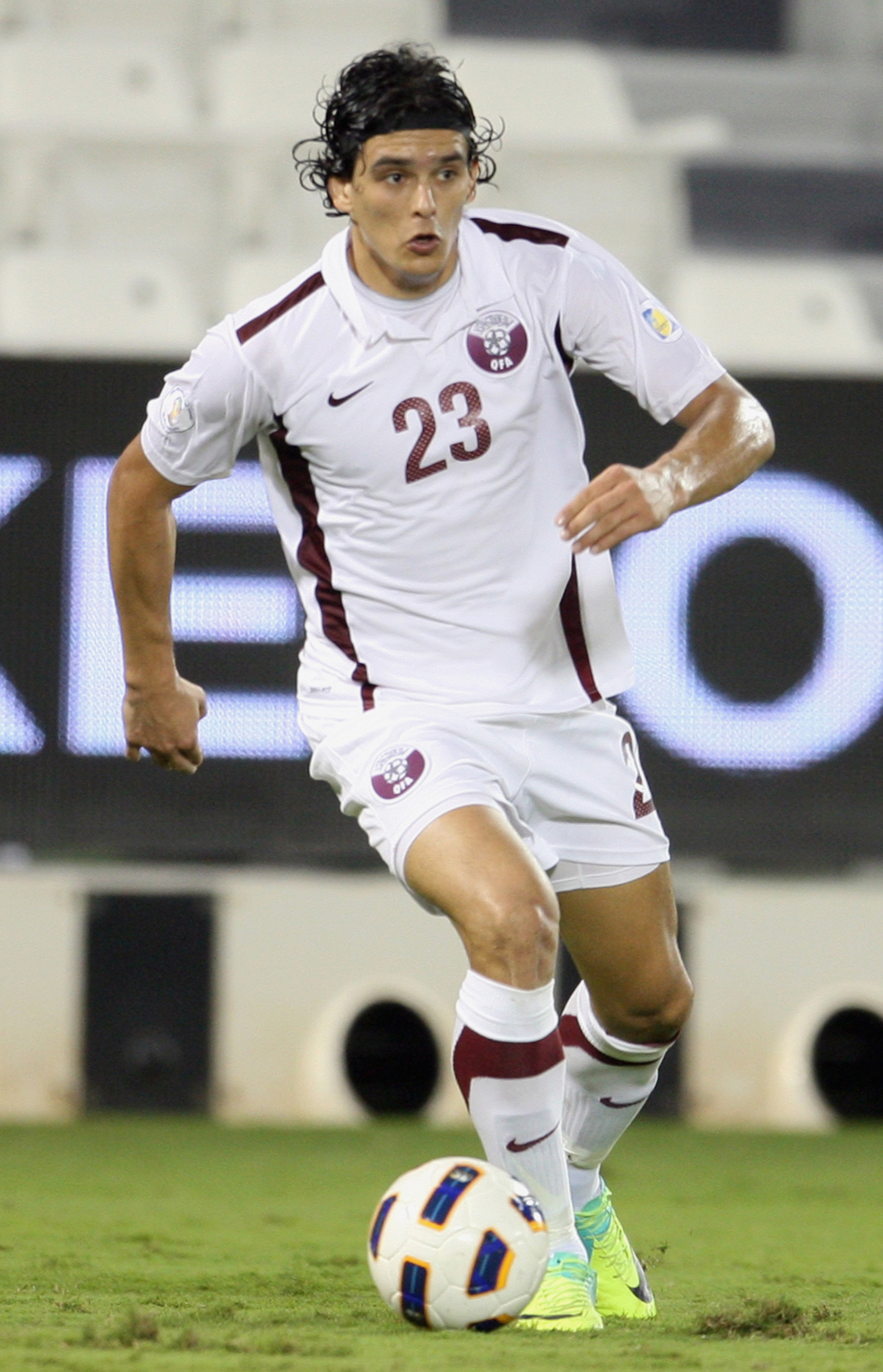
Sebastián Soria es el segundo goleador histórico de la selección catarí.

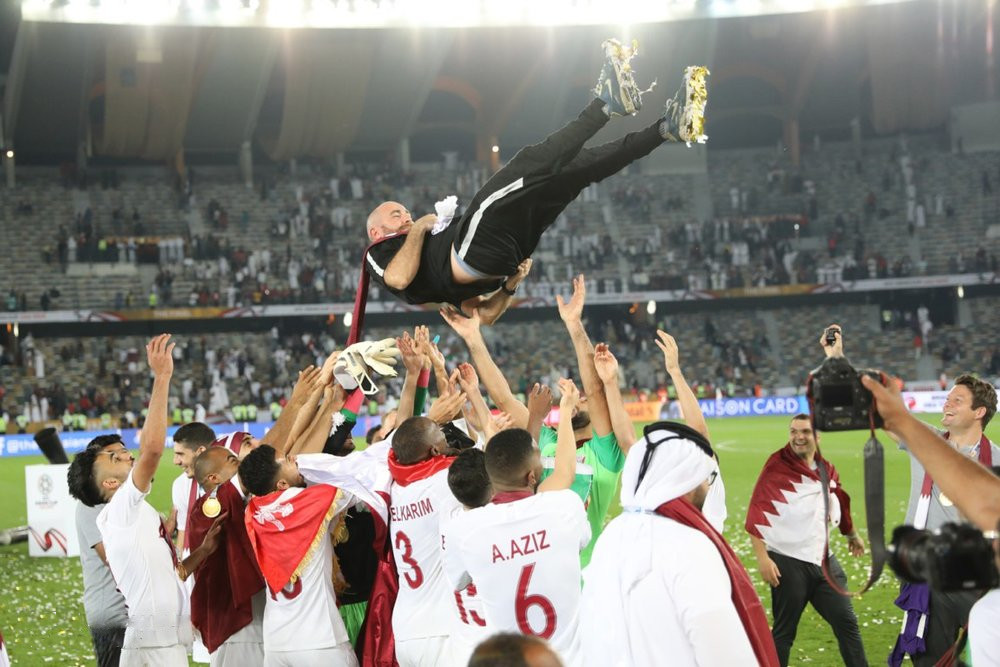
La selección de fútbol de Catar celebrando junto a su entrenador, Félix Sánchez Bas, su victoria en la Copa Asiática 2019 en los Emiratos Árabes Unidos.

La selección catarí accedió nuevamente a la cuarta ronda eliminatoria en las clasificatorias para el Mundial de Brasil 2014. Sin embargo terminó en el 4.º lugar del grupo A, fuera de la zona de clasificación. En enero de 2014, Catar se coronó por primera vez campeón de la Copa del Oeste de Asia, derrotando a Jordania en la final por 2-0. El 16 de marzo de 2014, el argelino Djamel Belmadi fue nombrado seleccionador de Catar, sustituyendo a Fahad Thani.

### Coronación internacional, mayor competitividad y miras hacia el Mundial 2022
En 2017 el español Félix Sánchez Bas fue nombrando como entrenador de la selección para preparar al equipo de cara a la Copa Mundial de Fútbol de 2022 que se desarrollará en su mismo país. En 2019 Catar ganó su primera Copa Asiática de su historia en Emiratos Árabes Unidos. Catar se mantuvo invicta durante todo el torneo. Además, el jugador catarí Almoez Ali sería el goleador de la Copa con nueve goles.
La primera participación de relativa importancia de la selección catarí fue en la Copa América 2019 que se desarrolló en Brasil, siendo Catar —junto a Japón— uno de los dos invitados. En su primer partido demostró su capacidad al revertir una desventaja de 2-0 y transformarla en un 2-2 contra la selección de Paraguay, empezando en buena forma el torneo. Pero en su segunda salida cayó 1-0 ante Colombia y cerrando la fase de grupos fue derrotada por 0-2 ante Argentina quedando eliminada con un punto.
Si bien el seleccionado no ha logrado clasificar para los cuartos de final, la imagen que ha dejado ha sido positiva. Catar fue nuevamente invitada por la Conmebol, junto con Australia, para poder participar de la Copa América que se hubiera realizado en 2020. sin embargo, al igual que Australia, decidió retirarse de la competición debido a la pospuesta del torneo al año siguiente, por controles preventivos sanitarios por la pandemia.
Copa Mundial de Fútbol 2022
Luego de años sin participación de Catar en los mundiales, lograba clasificar al mundial de 2022 al ser el país anfitrión.
Accedió al grupo A, compartido con Ecuador, Países Bajos y Senegal. En la primera jornada caería ante los sudamericanos por 2 a 0, convirtiéndose en la primera selección anfitriona en perder en el partido inaugural. En la segunda jornada caería nuevamente, esta vez, ante Senegal, por el marcador 3 a 1, quedando matemáticamente eliminados. Y finalmente terminaría jugando con la "Naranja Mecánica" con un marcador de 2 a 0. Por ello, Catar quedó en el último puesto (32°) siendo la peor campaña de un país anfitrión en una Copa del Mundo.

### Seleccionado juvenil y sub-17
Catar ha destacado en competiciones juveniles. Avanzaron a la final de la Campeonato Juvenil de la FIFA de 1981, perdiendo ante la entonces Alemania Occidental. Se clasificaron para el torneo después de terminar subcampeones del Campeonato Asiático Juvenil, perdiendo ante Corea del Sur en la final. También organizaron la Copa Mundial de Fútbol Juvenil de 1995 donde lograron un solo punto ante Rusia en la inauguración del torneo, empatando a un gol obra de su figura Al Enazi.
Por otra parte, Catar terminó cuarto en la Copa Mundial de Fútbol Sub-17 de 1991 tras coronarse campeón asiático del Campeonato Sub-16 de la AFC en 1990. En este último torneo, han alcanzado el subcampeonato en cinco oportunidades en 1985, 1986, 1992, 1994 y 1998.
A fin de mantener su éxito en estas categorías, los cataríes han volcado su atención en el desarrollo de la juventud especialmente a través de la Academia ASPIRE de Excelencia en el Deporte que se inició en septiembre de 2004.

## Uniformes

#### Evolución del uniforme alternativo
| 2007 | 2011 | 2015 | 2019 | 2021 | 2024 |

## Partidos

### Últimos partidos y próximos encuentros
Actualizado al último partido jugado el 10 de junio de 2025
| Fecha      | Ciudad           | Local           | Resultado | Visitante       | Competición                     |
| ---------- | ---------------- | --------------- | --------- | --------------- | ------------------------------- |
| 11-06-2024 | Rayán            | Catar           | 2:1       | India           | Clasificación Copa Mundial 2026 |
| 05-09-2024 | Rayán            | Catar           | 1:3       | Emiratos Árabes | Clasificación Copa Mundial 2026 |
| 10-09-2024 | Vientián         | Corea del Norte | 2:2       | Catar           | Clasificación Copa Mundial 2026 |
| 10-10-2024 | Doha             | Catar           | 3:1       | Kirguistán      | Clasificación Copa Mundial 2026 |
| 15-10-2024 | Dubái            | Irán            | 4:1       | Catar           | Clasificación Copa Mundial 2026 |
| 14-11-2024 | Rayán            | Catar           | 3:2       | Uzbekistán      | Clasificación Copa Mundial 2026 |
| 19-11-2024 | Al Ain           | Emiratos Árabes | 5:0       | Catar           | Clasificación Copa Mundial 2026 |
| 21-12-2024 | Sulaibikhat      | Catar           | 1:1       | Emiratos Árabes | Copa del Golfo 2024             |
| 24-12-2024 | Sulaibikhat      | Catar           | 1:2       | Omán            | Copa del Golfo 2024             |
| 27-12-2024 | Ciudad de Kuwait | Kuwait          | 1:1       | Catar           | Copa del Golfo 2024             |
| 20-03-2025 | Doha             | Catar           | 5:1       | Corea del Norte | Clasificación Copa Mundial 2026 |
| 25-03-2025 | Bishkek          | Kirguistán      | 3:1       | Catar           | Clasificación Copa Mundial 2026 |
| 05-06-2025 | Doha             | Catar           | 1:0       | Irán            | Clasificación Copa Mundial 2026 |
| 10-06-2025 | Tashkent         | Uzbekistán      | 3:0       | Catar           | Clasificación Copa Mundial 2026 |
| 24-08-2025 | Doha             | Catar           | -:-       | Líbano          | Partido amistoso                |
| 03-09-2025 | Doha             | Catar           | -:-       | Baréin          | Partido amistoso                |
| 07-09-2025 | Doha             | Catar           | -:-       | Rusia           | Partido amistoso                |
| 08-10-2025 | Rayán            | Catar           | -:-       | Omán            | Clasificación Copa Mundial 2026 |
| 14-10-2025 | Rayán            | Catar           | -:-       | Emiratos Árabes | Clasificación Copa Mundial 2026 |

## Estadísticas

### Copa Mundial de Fútbol
| Copa Mundial de Fútbol | Copa Mundial de Fútbol  | Copa Mundial de Fútbol  | Copa Mundial de Fútbol  | Copa Mundial de Fútbol  | Copa Mundial de Fútbol  | Copa Mundial de Fútbol  | Copa Mundial de Fútbol  |
| Año                    | Ronda                   | J                       | G                       | E                       | P                       | GF                      | GC                      |
| ---------------------- | ----------------------- | ----------------------- | ----------------------- | ----------------------- | ----------------------- | ----------------------- | ----------------------- |
| 1930 - 1966            | No existía la selección | No existía la selección | No existía la selección | No existía la selección | No existía la selección | No existía la selección | No existía la selección |
| 1970                   | No participó            | No participó            | No participó            | No participó            | No participó            | No participó            | No participó            |
| 1974                   | Se retiró               | Se retiró               | Se retiró               | Se retiró               | Se retiró               | Se retiró               | Se retiró               |
| 1978                   | No clasificó            | No clasificó            | No clasificó            | No clasificó            | No clasificó            | No clasificó            | No clasificó            |
| 1982                   | No clasificó            | No clasificó            | No clasificó            | No clasificó            | No clasificó            | No clasificó            | No clasificó            |
| 1986                   | No clasificó            | No clasificó            | No clasificó            | No clasificó            | No clasificó            | No clasificó            | No clasificó            |
| 1990                   | No clasificó            | No clasificó            | No clasificó            | No clasificó            | No clasificó            | No clasificó            | No clasificó            |
| 1994                   | No clasificó            | No clasificó            | No clasificó            | No clasificó            | No clasificó            | No clasificó            | No clasificó            |
| 1998                   | No clasificó            | No clasificó            | No clasificó            | No clasificó            | No clasificó            | No clasificó            | No clasificó            |
| 2002                   | No clasificó            | No clasificó            | No clasificó            | No clasificó            | No clasificó            | No clasificó            | No clasificó            |
| 2006                   | No clasificó            | No clasificó            | No clasificó            | No clasificó            | No clasificó            | No clasificó            | No clasificó            |
| 2010                   | No clasificó            | No clasificó            | No clasificó            | No clasificó            | No clasificó            | No clasificó            | No clasificó            |
| 2014                   | No clasificó            | No clasificó            | No clasificó            | No clasificó            | No clasificó            | No clasificó            | No clasificó            |
| 2018                   | No clasificó            | No clasificó            | No clasificó            | No clasificó            | No clasificó            | No clasificó            | No clasificó            |
| 2022                   | Fase de grupos          | 3                       | 0                       | 0                       | 3                       | 1                       | 7                       |
| 2026                   | Por disputarse          | Por disputarse          | Por disputarse          | Por disputarse          | Por disputarse          | Por disputarse          | Por disputarse          |
| 2030                   | Por disputarse          | Por disputarse          | Por disputarse          | Por disputarse          | Por disputarse          | Por disputarse          | Por disputarse          |
| 2034                   | Por disputarse          | Por disputarse          | Por disputarse          | Por disputarse          | Por disputarse          | Por disputarse          | Por disputarse          |
| Total                  | 1/22                    | 3                       | 0                       | 0                       | 3                       | 1                       | 7                       |

### Copa Asiática
| Copa Asiática | Copa Asiática           | Copa Asiática           | Copa Asiática           | Copa Asiática           | Copa Asiática           | Copa Asiática           | Copa Asiática           |
| Año           | Ronda                   | J                       | G                       | E                       | P                       | GF                      | GC                      |
| ------------- | ----------------------- | ----------------------- | ----------------------- | ----------------------- | ----------------------- | ----------------------- | ----------------------- |
| 1956 - 1960   | No existía la selección | No existía la selección | No existía la selección | No existía la selección | No existía la selección | No existía la selección | No existía la selección |
| 1964          | No participó            | No participó            | No participó            | No participó            | No participó            | No participó            | No participó            |
| 1968          | No participó            | No participó            | No participó            | No participó            | No participó            | No participó            | No participó            |
| 1972          | No participó            | No participó            | No participó            | No participó            | No participó            | No participó            | No participó            |
| 1976          | No clasificó            | No clasificó            | No clasificó            | No clasificó            | No clasificó            | No clasificó            | No clasificó            |
| 1980          | Fase de grupos          | 4                       | 1                       | 1                       | 2                       | 3                       | 8                       |
| 1984          | Fase de grupos          | 4                       | 1                       | 2                       | 1                       | 3                       | 3                       |
| 1988          | Fase de grupos          | 4                       | 2                       | 0                       | 2                       | 7                       | 6                       |
| 1992          | Fase de grupos          | 3                       | 0                       | 2                       | 1                       | 3                       | 4                       |
| 1996          | No clasificó            | No clasificó            | No clasificó            | No clasificó            | No clasificó            | No clasificó            | No clasificó            |
| 2000          | Cuartos de final        | 4                       | 0                       | 3                       | 1                       | 3                       | 5                       |
| 2004          | Fase de grupos          | 3                       | 0                       | 1                       | 2                       | 2                       | 4                       |
| 2007          | Fase de grupos          | 3                       | 0                       | 2                       | 1                       | 3                       | 4                       |
| 2011          | Cuartos de final        | 4                       | 2                       | 0                       | 2                       | 7                       | 5                       |
| 2015          | Fase de grupos          | 3                       | 0                       | 0                       | 3                       | 2                       | 7                       |
| 2019          | Campeón                 | 7                       | 7                       | 0                       | 0                       | 19                      | 1                       |
| 2023          | Campeón                 | 7                       | 6                       | 1                       | 0                       | 14                      | 5                       |
| 2027          | Clasificado             | Clasificado             | Clasificado             | Clasificado             | Clasificado             | Clasificado             | Clasificado             |
| Total         | 12/19                   | 46                      | 19                      | 12                      | 15                      | 66                      | 52                      |

### Copa América
| Copa América | Copa América   | Copa América | Copa América | Copa América | Copa América | Copa América | Copa América |
| Año          | Ronda          | J            | G            | E            | P            | GF           | GC           |
| ------------ | -------------- | ------------ | ------------ | ------------ | ------------ | ------------ | ------------ |
| 1975 - 2016  | No participó   | No participó | No participó | No participó | No participó | No participó | No participó |
| 2019         | Fase de grupos | 3            | 0            | 1            | 2            | 2            | 5            |
| 2021         | Se retiró      | Se retiró    | Se retiró    | Se retiró    | Se retiró    | Se retiró    | Se retiró    |
| 2024         | No participó   | No participó | No participó | No participó | No participó | No participó | No participó |
| Total        | 1/48           | 3            | 0            | 1            | 2            | 2            | 5            |

### Copa Oro de la Concacaf
| Copa Oro de la Concacaf | Copa Oro de la Concacaf | Copa Oro de la Concacaf | Copa Oro de la Concacaf | Copa Oro de la Concacaf | Copa Oro de la Concacaf | Copa Oro de la Concacaf | Copa Oro de la Concacaf |
| Año                     | Ronda                   | J                       | G                       | E                       | P                       | GF                      | GC                      |
| ----------------------- | ----------------------- | ----------------------- | ----------------------- | ----------------------- | ----------------------- | ----------------------- | ----------------------- |
| 1963 - 2019             | No participó            | No participó            | No participó            | No participó            | No participó            | No participó            | No participó            |
| 2021                    | Semifinales             | 5                       | 3                       | 1                       | 1                       | 12                      | 6                       |
| 2023                    | Cuartos de final        | 4                       | 1                       | 1                       | 2                       | 3                       | 7                       |
| Total                   | 2/27                    | 9                       | 4                       | 2                       | 3                       | 15                      | 13                      |

## Torneos regionales

### Campeonato de la WAFF
| Campeonato de la WAFF | Campeonato de la WAFF | Campeonato de la WAFF | Campeonato de la WAFF | Campeonato de la WAFF | Campeonato de la WAFF | Campeonato de la WAFF | Campeonato de la WAFF |
| Año                   | Ronda                 | J                     | G                     | E                     | P                     | GF                    | GC                    |
| --------------------- | --------------------- | --------------------- | --------------------- | --------------------- | --------------------- | --------------------- | --------------------- |
| 2000 - 2007           | No participó          | No participó          | No participó          | No participó          | No participó          | No participó          | No participó          |
| 2008                  | Semifinales           | 3                     | 1                     | 0                     | 2                     | 2                     | 9                     |
| 2010                  | No participó          | No participó          | No participó          | No participó          | No participó          | No participó          | No participó          |
| 2012                  | No participó          | No participó          | No participó          | No participó          | No participó          | No participó          | No participó          |
| 2014                  | Campeón               | 4                     | 4                     | 0                     | 0                     | 10                    | 1                     |
| 2019                  | No participó          | No participó          | No participó          | No participó          | No participó          | No participó          | No participó          |
| 2023                  | Clasificado           | Clasificado           | Clasificado           | Clasificado           | Clasificado           | Clasificado           | Clasificado           |
| Total                 | 3/10                  | 7                     | 5                     | 0                     | 2                     | 12                    | 10                    |

### Copa de Naciones Árabe
| Copa de Naciones Árabe | Copa de Naciones Árabe | Copa de Naciones Árabe | Copa de Naciones Árabe | Copa de Naciones Árabe | Copa de Naciones Árabe | Copa de Naciones Árabe | Copa de Naciones Árabe |
| Año                    | Ronda                  | J                      | G                      | E                      | P                      | GF                     | GC                     |
| ---------------------- | ---------------------- | ---------------------- | ---------------------- | ---------------------- | ---------------------- | ---------------------- | ---------------------- |
| 1963                   | No participó           | No participó           | No participó           | No participó           | No participó           | No participó           | No participó           |
| 1964                   | No participó           | No participó           | No participó           | No participó           | No participó           | No participó           | No participó           |
| 1966                   | No participó           | No participó           | No participó           | No participó           | No participó           | No participó           | No participó           |
| 1985                   | Cuarto lugar           | 4                      | 1                      | 2                      | 1                      | 3                      | 2                      |
| 1988                   | No participó           | No participó           | No participó           | No participó           | No participó           | No participó           | No participó           |
| 1992                   | No participó           | No participó           | No participó           | No participó           | No participó           | No participó           | No participó           |
| 1998                   | Subcampeón             | 4                      | 3                      | 0                      | 1                      | 7                      | 5                      |
| 2002                   | No participó           | No participó           | No participó           | No participó           | No participó           | No participó           | No participó           |
| 2009                   | Cancelado              | Cancelado              | Cancelado              | Cancelado              | Cancelado              | Cancelado              | Cancelado              |
| 2012                   | No participó           | No participó           | No participó           | No participó           | No participó           | No participó           | No participó           |
| Copa Árabe de la FIFA  |                        |                        |                        |                        |                        |                        |                        |
| 2021                   | Tercer lugar           | 6                      | 4                      | 1                      | 1                      | 12                     | 3                      |
| Total                  | 3/11                   | 14                     | 8                      | 3                      | 3                      | 22                     | 10                     |

### Copa de Naciones del Golfo
| Copa de Naciones del Golfo | Copa de Naciones del Golfo | Copa de Naciones del Golfo | Copa de Naciones del Golfo | Copa de Naciones del Golfo | Copa de Naciones del Golfo | Copa de Naciones del Golfo | Copa de Naciones del Golfo |
| Año                        | Ronda                      | J                          | G                          | E                          | P                          | GF                         | GC                         |
| -------------------------- | -------------------------- | -------------------------- | -------------------------- | -------------------------- | -------------------------- | -------------------------- | -------------------------- |
| 1970                       | Cuarto lugar               | 3                          | 0                          | 1                          | 2                          | 4                          | 7                          |
| 1972                       | Cuarto lugar               | 3                          | 0                          | 0                          | 3                          | 0                          | 10                         |
| 1974                       | Tercer lugar               | 4                          | 1                          | 1                          | 2                          | 6                          | 5                          |
| 1976                       | Tercer lugar               | 6                          | 4                          | 1                          | 1                          | 11                         | 6                          |
| 1979                       | Quinto lugar               | 6                          | 2                          | 1                          | 3                          | 4                          | 13                         |
| 1982                       | Quinto lugar               | 5                          | 2                          | 0                          | 3                          | 5                          | 4                          |
| 1984                       | Subcampeón                 | 7                          | 4                          | 2                          | 1                          | 10                         | 6                          |
| 1986                       | Cuarto lugar               | 6                          | 1                          | 4                          | 1                          | 4                          | 5                          |
| 1988                       | Sexto lugar                | 6                          | 1                          | 2                          | 3                          | 4                          | 8                          |
| 1990                       | Subcampeón                 | 4                          | 1                          | 2                          | 1                          | 4                          | 4                          |
| 1992                       | Campeón                    | 5                          | 4                          | 0                          | 1                          | 8                          | 1                          |
| 1994                       | Cuarto lugar               | 5                          | 1                          | 1                          | 3                          | 6                          | 8                          |
| 1996                       | Subcampeón                 | 5                          | 3                          | 1                          | 1                          | 9                          | 5                          |
| 1998                       | Sexto lugar                | 5                          | 0                          | 3                          | 2                          | 3                          | 8                          |
| 2002                       | Subcampeón                 | 5                          | 4                          | 0                          | 1                          | 7                          | 4                          |
| 2003                       | Tercer lugar               | 6                          | 2                          | 3                          | 1                          | 5                          | 3                          |
| 2004                       | Campeón                    | 5                          | 2                          | 3                          | 0                          | 10                         | 7                          |
| 2007                       | Fase de grupos             | 3                          | 0                          | 1                          | 2                          | 2                          | 4                          |
| 2009                       | Semifinal                  | 4                          | 1                          | 2                          | 1                          | 2                          | 2                          |
| 2010                       | Fase de grupos             | 3                          | 1                          | 1                          | 1                          | 3                          | 3                          |
| 2013                       | Fase de grupos             | 3                          | 1                          | 0                          | 2                          | 3                          | 5                          |
| 2014                       | Campeón                    | 5                          | 2                          | 3                          | 0                          | 6                          | 3                          |
| 2017                       | Fase de grupos             | 3                          | 1                          | 1                          | 1                          | 6                          | 3                          |
| 2019                       | Semifinal                  | 4                          | 2                          | 0                          | 2                          | 11                         | 5                          |
| 2023                       | Semifinal                  | 4                          | 1                          | 1                          | 2                          | 5                          | 5                          |
| 2024                       | Fase de grupos             | 3                          | 0                          | 2                          | 1                          | 3                          | 4                          |
| 2026                       | Por definir                | Por definir                | Por definir                | Por definir                | Por definir                | Por definir                | Por definir                |
| Total                      | 26/27                      | 118                        | 41                         | 36                         | 41                         | 141                        | 138                        |

## Palmarés

### Selección absoluta
Competiciones continentales
| Competición   | Títulos     | Subcampeonatos | Tercer lugar |
| ------------- | ----------- | -------------- | ------------ |
| Copa Asiática | 2019 y 2023 | -              | -            |

Competiciones regionales
| Competición                | Títulos           | Subcampeonatos    | Tercer lugar      |
| -------------------------- | ----------------- | ----------------- | ----------------- |
| Copa de Naciones Árabe     | -                 | 1998              | 2021              |
| Copa de Naciones del Golfo | 1992, 2004 y 2014 | 1990, 1996 y 2002 | 1974, 1976 y 2003 |
| Copa del Oeste de Asia     | 2014              | -                 | -                 |

### Selección olímpica
| Competición      | Títulos | Subcampeonatos | Tercer lugar |
| ---------------- | ------- | -------------- | ------------ |
| Juegos Asiáticos | 2006    | -              | -            |

## Jugadores

### Última convocatoria
- Lista de jugadores para los partidos de la eliminatoria de la AFC para la Copa Mundial 2026 ante Corea del Norte y Kirguistán.

| No. | Pos. | Jugador              | Fecha de nacimiento (edad)         | Apa. | Goles | Club       |
| --- | ---- | -------------------- | ---------------------------------- | ---- | ----- | ---------- |
| 1   | POR  | Mahmud Abunada       | 5 de febrero de 2000 (25 años)     | 0    | 0     | Al-Arabi   |
| 21  | POR  | Salah Zakaria        | 24 de abril de 1999 (26 años)      | 6    | 0     | Al-Duhail  |
| 22  | POR  | Meshaal Barsham      | 14 de febrero de 1998 (27 años)    | 47   | 0     | Al-Sadd    |
|     | POR  | Saad Al-Sheeb        | 19 de febrero de 1990 (35 años)    | 79   | 0     | Al-Sadd    |
|     |      |                      |                                    |      |       |            |
| 2   | DEF  | Pedro Miguel         | 6 de agosto de 1990 (35 años)      | 92   | 1     | Al-Sadd    |
| 3   | DEF  | Abdelkarim Hassan    | 28 de agosto de 1993 (31 años)     | 124  | 15    | Al-Wakrah  |
| 4   | DEF  | Ahmed Suhail         | 8 de febrero de 1999 (26 años)     | 10   | 0     | Al-Sadd    |
| 5   | DEF  | Tarek Salman         | 5 de diciembre de 1997 (27 años)   | 83   | 0     | Al-Sadd    |
| 12  | DEF  | Lucas Mendes         | 3 de julio de 1990 (35 años)       | 18   | 1     | Al-Wakrah  |
| 13  | DEF  | Murad Naji           | 12 de junio de 1991 (34 años)      | 2    | 0     | Al-Rayyan  |
| 14  | DEF  | Homam El-Amin        | 25 de agosto de 1999 (25 años)     | 58   | 3     | Al-Duhail  |
| 16  | DEF  | Boualem Khoukhi      | 9 de julio de 1990 (35 años)       | 110  | 19    | Al-Sadd    |
| 23  | DEF  | Abdullah Yousef      | 10 de abril de 2002 (23 años)      | 3    | 0     | Al-Gharafa |
|     | DEF  | Hazem Shehata        | 2 de febrero de 1998 (27 años)     | 11   | 1     | Al-Rayyan  |
|     | DEF  | Al-Hashmi Al-Hussain | 15 de agosto de 2003 (22 años)     | 3    | 0     | Alcorcón   |
|     |      |                      |                                    |      |       |            |
| 6   | MED  | Abdulaziz Hatem      | 28 de octubre de 1990 (34 años)    | 110  | 11    | Al-Rayyan  |
| 8   | MED  | Jassem Gaber         | 20 de febrero de 2002 (23 años)    | 30   | 1     | Al-Arabi   |
| 17  | MED  | Mostafa Meshaal      | 28 de marzo de 2001 (24 años)      | 23   | 2     | Al-Sadd    |
|     | MED  | Andri Syahputra      | 29 de junio de 1999 (26 años)      | 0    | 0     | Al-Khor    |
|     | MED  | Assim Madibo         | 22 de octubre de 1996 (28 años)    | 43   | 0     | Al-Gharafa |
|     | MED  | Abdullah Al-Ahrak    | 10 de mayo de 1997 (28 años)       | 33   | 1     | Al-Duhail  |
|     |      |                      |                                    |      |       |            |
| 7   | DEL  | Ahmed Alaaeldin      | 31 de enero de 1993 (32 años)      | 61   | 7     | Al-Arabi   |
| 9   | DEL  | Edmilson Junior      | 19 de agosto de 1994 (30 años)     | 4    | 0     | Al-Duhail  |
| 10  | DEL  | Akram Afif           | 18 de noviembre de 1996 (28 años)  | 113  | 38    | Al-Sadd    |
| 11  | DEL  | Yusuf Abdurisag      | 6 de agosto de 1999 (26 años)      | 36   | 3     | Al-Sadd    |
| 15  | DEL  | Ahmed Al-Rawi        | 30 de mayo de 2004 (21 años)       | 8    | 3     | Al-Rayyan  |
| 18  | DEL  | Mohamed Surag        | 21 de abril de 2003 (22 años)      | 0    | 0     | Al-Rayyan  |
| 19  | DEL  | Ahmed Al Ganehi      | 22 de septiembre de 2000 (24 años) | 9    | 1     | Al-Gharafa |
|     | DEL  | Almoez Ali           | 19 de agosto de 1996 (28 años)     | 110  | 55    | Al-Duhail  |
|     | DEL  | Mohammed Muntari     | 20 de diciembre de 1993 (31 años)  | 61   | 15    | Al-Gharafa |

### Más apariciones

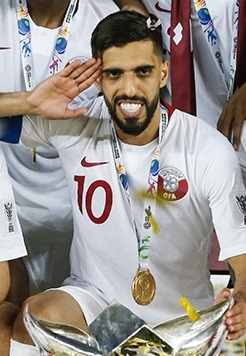
Hassan Al-Haidos, máximo futbolista catarí con 131 partidos con la selección

Actualizado el 29 de febrero de 2024
- En negrita jugadores activos.

| #   | Jugador           | Periodo   | Partidos | Goles | Promedio |
| --- | ----------------- | --------- | -------- | ----- | -------- |
| 1°  | Hassan Al-Haydos  | 2008-     | 167      | 35    | 0.21     |
| 2°  | Abdelkarim Hassan | 2010-     | 122      | 15    | 0.15     |
| 3°  | Sebastián Soria   | 2006-2017 | 118      | 38    | 0.33     |
| 4°  | Wesam Rizik       | 2001-2014 | 112      | 7     | 0.06     |
| 5°  | Bilal Mohammed    | 2003-2014 | 109      | 7     | 0.06     |
| 6°  | Karim Boudiaf     | 2013-     | 109      | 5     | 0.06     |
| 7°  | Boualem Khoukhi   | 2013-     | 106      | 19    | 0,19     |
| 8°  | Abdulaziz Hatem   | 2009-     | 105      | 11    | 0.10     |
| 9°  | Akram Afif        | 2015-     | 101      | 33    | 0.32     |
| 10° | Almoez Ali        | 2016-     | 99       | 47    | 0.47     |

### Más goles
| #   | Jugador                 | Periodo   | Goles | Partidos | Promedio |
| --- | ----------------------- | --------- | ----- | -------- | -------- |
| 1°  | Almoez Ali              | 2016-     | 47    | 99       | 0.47     |
| 1°  | Mubarak Mustafa         | 1992-2004 | 41    | 85       | 0.48     |
| 3°  | Sebastián Soria         | 2006-2017 | 38    | 118      | 0.32     |
| 4°  | Hassan Al-Haydos        | 2008-     | 35    | 163      | 0.21     |
| 5°  | Akram Afif              | 2015-     | 33    | 101      | 0.29     |
| 6°  | Mohammed Salem Al-Enazi | 1996-2003 | 32    | 59       | 0.54     |
| 7°  | Mansour Muftah          | 1976-1990 | 31    | 58       | 0.53     |
| 8°  | Mahmoud Soufi           | 1988-1998 | 29    | 52       | 0.56     |
| 9°  | Boualem Khoukhi         | 2013-     | 21    | 106      | 0.21     |
| 10° | Sayed Ali Bechir        | 2001-2009 | 20    | 62       | 0.32     |

### Goleadores en torneos
Copa Mundial de Fútbol
| Año  | Goleadores           |
| ---- | -------------------- |
| 2022 | Mohammed Muntari (1) |

#### Copa Asiática
| Año  | Goleadores                             | Año  | Goleadores                      |
| ---- | -------------------------------------- | ---- | ------------------------------- |
| 1980 | Mansoor Muftah (2)                     | 1984 | Salman, Zaeid y Khalfan (1)     |
| 1988 | Khamis, Salman y Mansoor Muftah (2)    | 1992 | Al-Sulaiti, Mustafa y Soufi (1) |
| 2000 | Gholam, Al-Obaidly y Al-Enazi (1)      | 2004 | Risik y Mohamed (1)             |
| 2007 | Sebastián Soria (3)                    | 2011 | Ahmed (2)                       |
| 2015 | Hassan Al-Haidos y Khalfan Ibrahim (1) | 2019 | Almoez Ali (9)                  |

#### Copa América
| Año  | Goleadores     |
| ---- | -------------- |
| 2019 | Almoez Ali (1) |

#### Copa Oro de la CONCACAF
| Año  | Goleadores     |
| ---- | -------------- |
| 2021 | Almoez Ali (4) |

## Entrenadores
- Taha Toukhi (1969)[15]

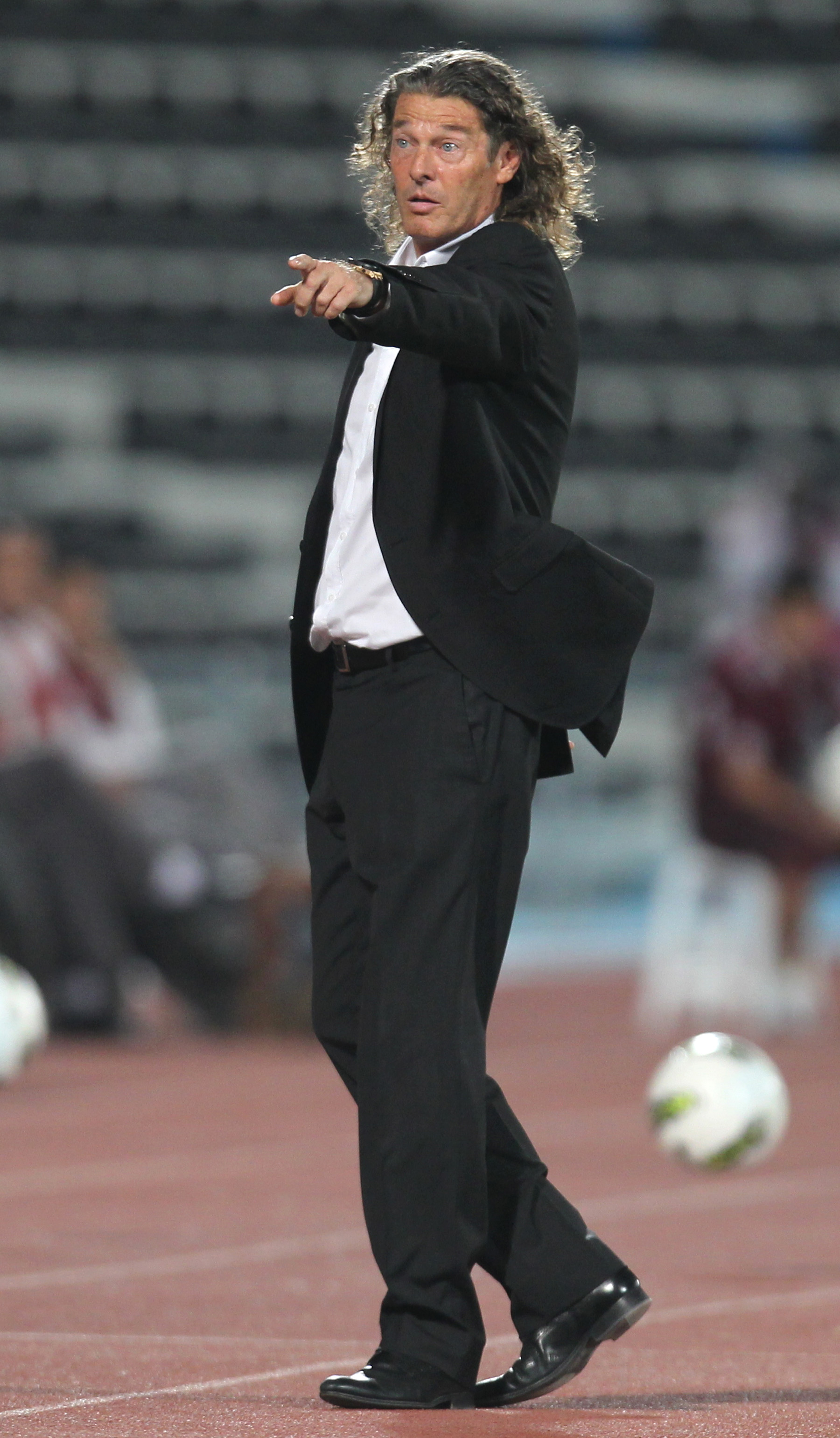
Bruno Metsu dirigió a Catar de 2008 a 2011.

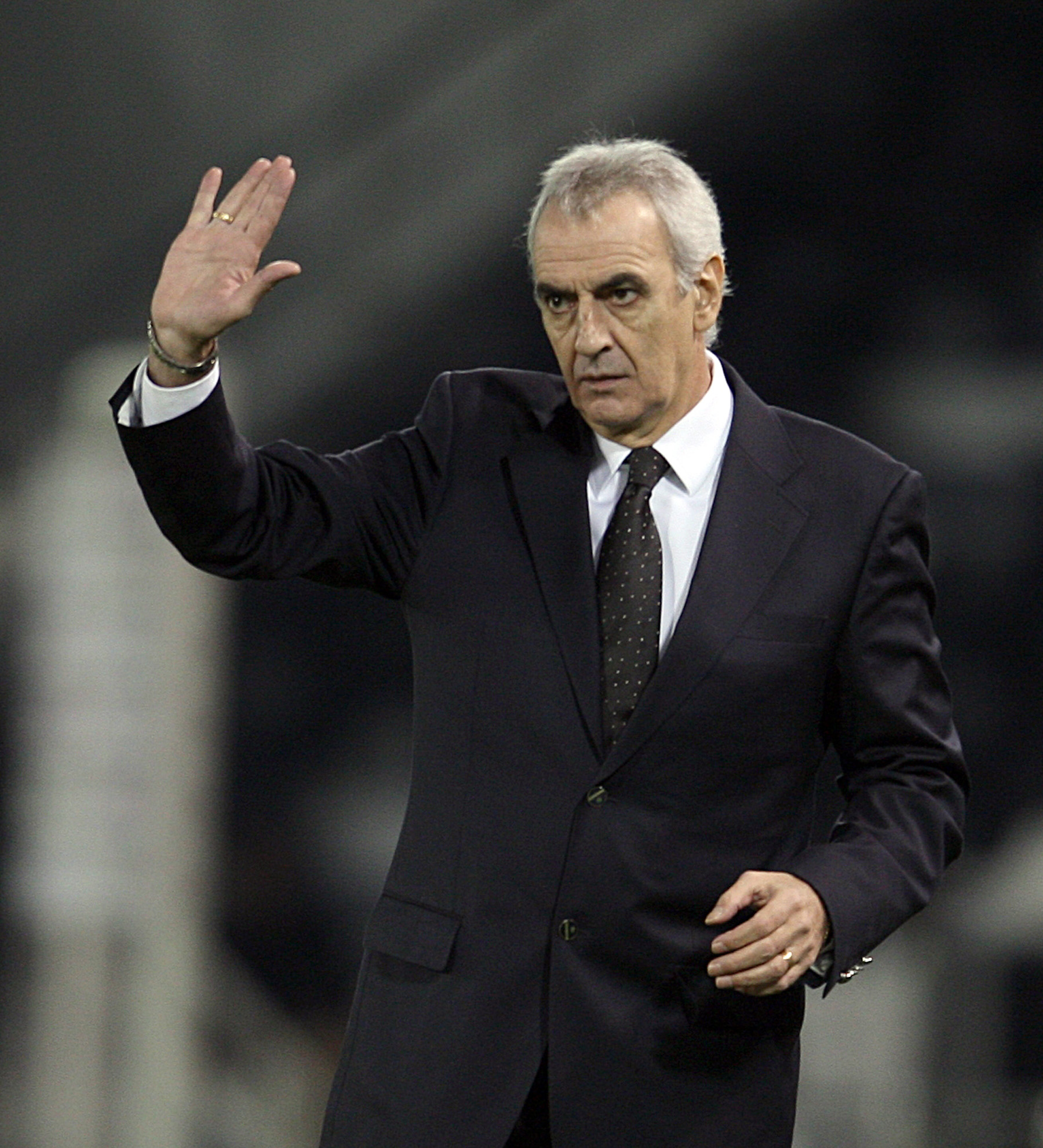
Jorge Fossati dirigió a Catar de 2007 a 2008 y de 2016 a 2017.

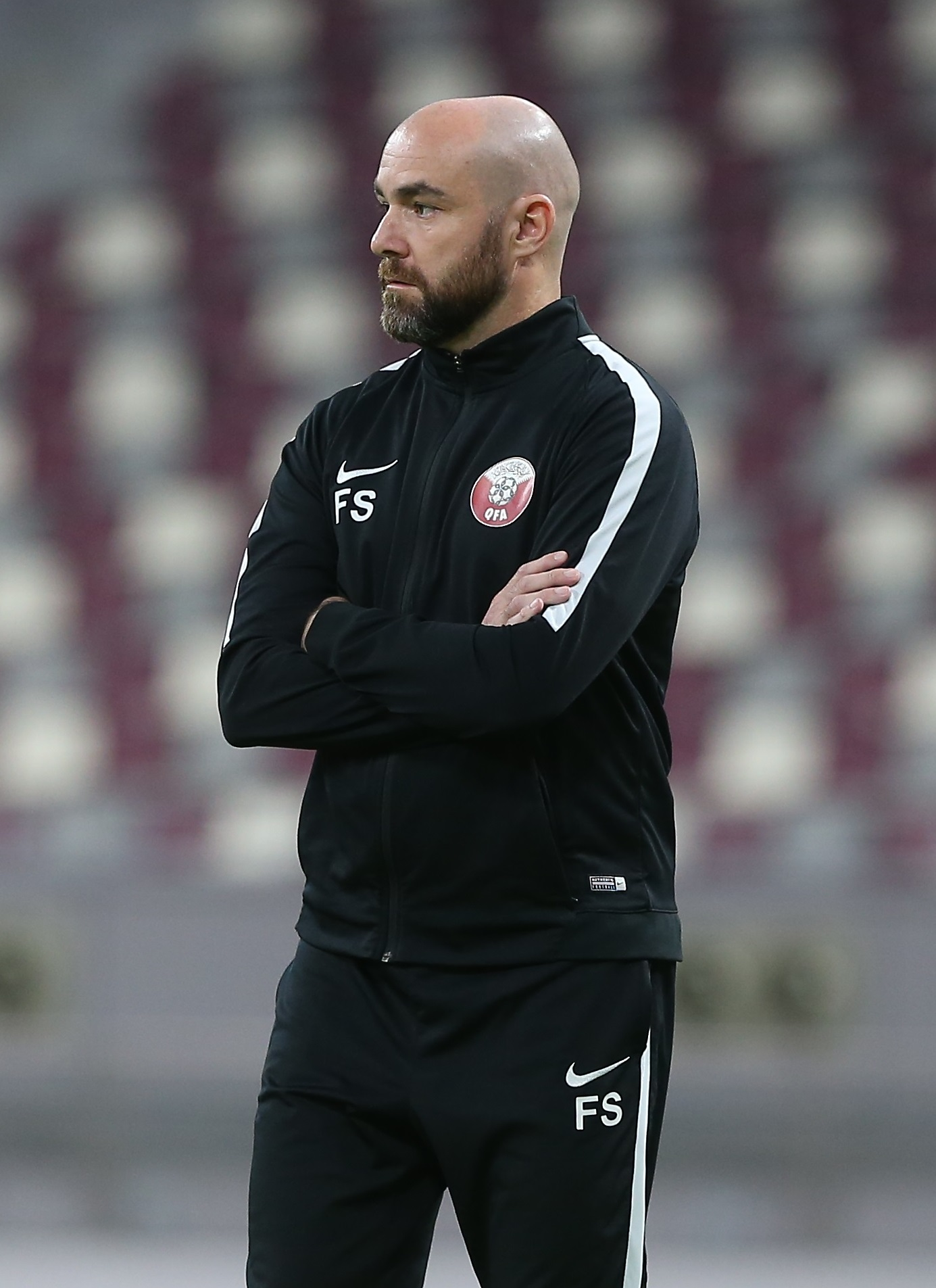
Félix Sánchez Bas dirigió a Catar entre 2018 y 2022.

- Mohammed Hassan Kheiri (1969-72)[15]
- Helmi Hussein Mahmoud (1974)[15]
- Frank Wignall (1975-77)[15]
- John Carrdone (1977-78)[15]
- Hassan Othman (1979)[15]
- Evaristo de Macedo (1979-84)[15]
- Ronald de Carvalho (1984, caretaker)[16]
- Evaristo de Macedo (1984-85)[15]
- Dino Sani &  Júlio Espinosa (1985-86)[17][18][19][20]
- Procópio Cardoso (1987-88)[21]
- Anatoliy Prokopenko (1988)[15]
- Mohammed Daham (1988)[22]
- Cabralzinho (1989)[21]
- Dino Sani (1989-90)[21]
- Uli Maslo (1990)[23]
- Dino Sani (1990)[21]
- Luís Fernandes (1992)[21]
- Evaristo de Macedo (1992)[21]
- Ivo Wortmann (1992)[21]
- Sebastião Lapola (1992-93)[21]
- Abdul Mallalah (1993)[15]
- Sebastião Lapola (1993-94)[21][24]
- Evaristo de Macedo (1994)[23]
- Dave Mackay (1994-95)[15]
- Jørgen E. Larsen (1995-96)[25]
- Jo Bonfrère (1996-97)[25][26]
- Džemal Hadžiabdić (1997-98)[25]
- Zé Mário (1998)[25]
- Luiz Gonzaga Milioli (1998)[25]
- Jo Bonfrère (1998-99)[25][26]
- Džemal Hadžiabdić (1999-2001)[25][27]
- Paulo Luiz Campos (2001)[28]
- Pierre Lechantre (2002-03)[15]
- Philippe Troussier (2003-04)[15]
- Saeed Al Misnad (2004, interino)[15]
- Džemaludin Mušović (2004-07)[15]
- Jorge Fossati (2007-08)[15]
- Bruno Metsu (2008-11)[15]
- Milovan Rajevac (2011)[15]
- Sebastião Lazaroni (2011-12)[15]
- Paulo Autuori (2012-13)[15]
- Fahad Thani (2013-14)[15]
- Djamel Belmadi (2014-15)[15]
- José Daniel Carreño (2015-16)[15]
- Jorge Fossati (2016-17)[15]
- Félix Sánchez (2017-2022)[29]
- Bruno Pinheiro (2022-2023, interino)
- Carlos Queiroz (2023)
- Tintín Márquez (2023-2024)
- Luis García (2024-2025)
- Julen Lopetegui (2025-)